# Aeroportul Benbecula
Aeroportul Benbecula (IATA: BEB, ICAO: EGPL) este un aeroport din Hebridele exterioare, Scoția, Regatul Unit ce deservește zona Benbecula⁠(d). Aeroportul a fost tranzitat în 2022 de 30.230 de pasageri. A fost numit după zona deservită.
Situat la o altitudine de 6 m, aeroportul dispune de 2 piste. Este operat de Highlands and Islands Airports⁠(d).

## Infrastructură

### Piste
Aeroportul dispune de 2 piste. Pista 06/24 are suprafața de asfalt și dimensiunile 1.836 m × 46 m. Pista 17/35 are suprafața de asfalt și dimensiunile 1.220 m × 46 m. 